# Yen Bai
Yên Bái (em vietnamita: Yên Bái) é uma província do Vietname, localizada na região Nordeste do país. Faz fronteira com seis província, entre as quais Hà Giang, Lào Cai, Lai Châu, Sơn La, Phú Thọ e Tuyên Quang.